# شتولتبول
شتولتبول (به آلمانی: Stoltebüll) یک شهر در آلمان است که در اشلسویگ-فلنسبورگ واقع شده‌است. شتولتبول ۸۲۱ نفر جمعیت دارد.